# Дочь Сатаны
«Дочь Сатаны» (англ. To The Devil A Daughter) — фильм ужасов 1976 года британской студии «Hammer Film Productions Limited» по роману писателя Денниса Уитли (1953).
Сюжет фильма значительно расходится с сюжетом оригинального произведения. По словам актёра Кристофера Ли, директор картины Питер Сайкс после прочтения романа решил, что по нему трудно будет поставить фильм. Один из первых фильмов актрисы Настасьи Кински. В фильме есть сцена, где 15-летняя Кински появляется полностью обнаженной.

## Сюжет

Настасья Кински в роли Кэтрин

Бывший священник Майкл Рейнер, потерявший духовный сан, создает своё собственное религиозное учение. Юная Кэтрин воспитывается в монашеском ордене «Дети Господа» в Баварии, куда её в детстве отправил отец. Раз в год Кэтрин приезжает на свидание к отцу.
На самом деле под прикрытием католического учения Рейнер организовал сатанинскую церковь. Отец Кэтрин при её рождении заключил с Рейнером договор, по которому его дочь в день совершеннолетия будет принесена в жертву демону Астароту.
Однако в последний момент он передумал и обратился за помощью к писателю Джону Верни. Верни встречает Кэтрин в аэропорту и прячет её в надежном месте. Раздосадованный Рейнер начинает поиски своей подопечной, тем более, что близится день её 18-летия.

## В ролях
- Кристофер Ли — Майкл Рейнер
- Настасья Кински — Кэтрин Беддоус
- Ричард Уидмарк — Джон Верни
- Денхолм Эллиотт — Генри Беддоус
- Онор Блэкман — Анна Фонтейн